# アニー
『アニー』（Annie）は、ハロルド・グレイの新聞連載漫画『小さな孤児アニー（Little Orphan Annie）』を原作として製作されたブロードウェイ・ミュージカルである。1982年、1999年、2014年の計3回映画化されている。

## ストーリー
舞台は1933年、世界大恐慌直後の真冬のニューヨーク。街は仕事も住む場所もない人で溢れ、誰もが希望を失っていた。そんな中、どんな時も夢と希望を忘れないひとりの少女がいた。ニューヨーク市立孤児院に住む11歳の赤毛の女の子、アニーだ。10年前に孤児院の前に捨てられていたアニーは、いつか本当の両親が迎えに来ると信じて暮らしていた。ある日、なかなか迎えに来ない両親を自分から探しに行こうと、院長のミス・ハニガンに見つからないよう、こっそり孤児院を脱け出す。野犬と出会いサンディーと名づけ、サンディーを連れながらニューヨーク中を探し回る。家をなくした人達が集まるフーバービルと呼ばれていた貧民街に逃げこんだが、警官に捕まって孤児院に連れ戻される。
クリスマス休暇を一緒に過ごす孤児を探していた大富豪オリバー・ウォーバックスの秘書グレースと孤児院で出会ったアニーは、ウォーバックスの自宅で休暇を過ごすことになる。前向きなアニーに魅かれたウォーバックスは、アニーを気に入り、養女にしたいと考える。しかしアニーは、自分の両親がまだ生きていると信じていて、本当の両親と暮らしたいという夢を持っていた。彼女が親を探すのに持っていた手がかりは半分に割れたロケットのみだった。
けなげなアニーの気持ちに心打たれたウォーバックスは、彼女の本当の両親を見つけたものに5万ドルの報奨金を与えると公表する。お金を目当てに大勢の人々が自分こそアニーの親だと名乗りをあげ、これに目を付けた孤児院の院長のハニガンとその弟のルースターらも、この金をだまし取ろうと画策する。
ウォーバックスと共にホワイトハウスを訪れたアニーは、閣僚たちを目の前にして希望を失わないよう説き、彼女の言葉に感銘を受けたフランクリン・ルーズベルトはニューディール政策を発案する。
ルースターは変装してウォーバックス宅に現れ、アニーの親を偽るが、FBIの捜査によってアニーの両親は既に火事により数年前に死亡していたと判明、ハニガンらの企みは失敗。アニーはウォーバックスの養女となった。

## プロダクション
『ニューヨーク・タイムズ』紙によると、『アニー』はアメリカ国内だけで毎年700から900回上演されている。

### 1976年、試験興行
1976年8月10日、コネチカット州イースト・ヘイダムにあるグッドスピード・オペラ・ハウスにて、エグゼクティヴ・プロデューサーであるマイケル・P・プライスの演出により初演された。クリステン・ヴィガードがアニー役に配役された。しかしプロデューサーたちはヴィガードは厳しい環境を生き抜く孤児の役には合わないと考えた。1週間上演ののち、アニー役はほかの孤児であるペッパー役を演じていたアンドレア・マカードルに交代となった。ブロードウェイ公演においてヴィガードはマカードルの代役となった。

### 1977年 - 1983年、ブロードウェイ・オリジナル・プロダクション

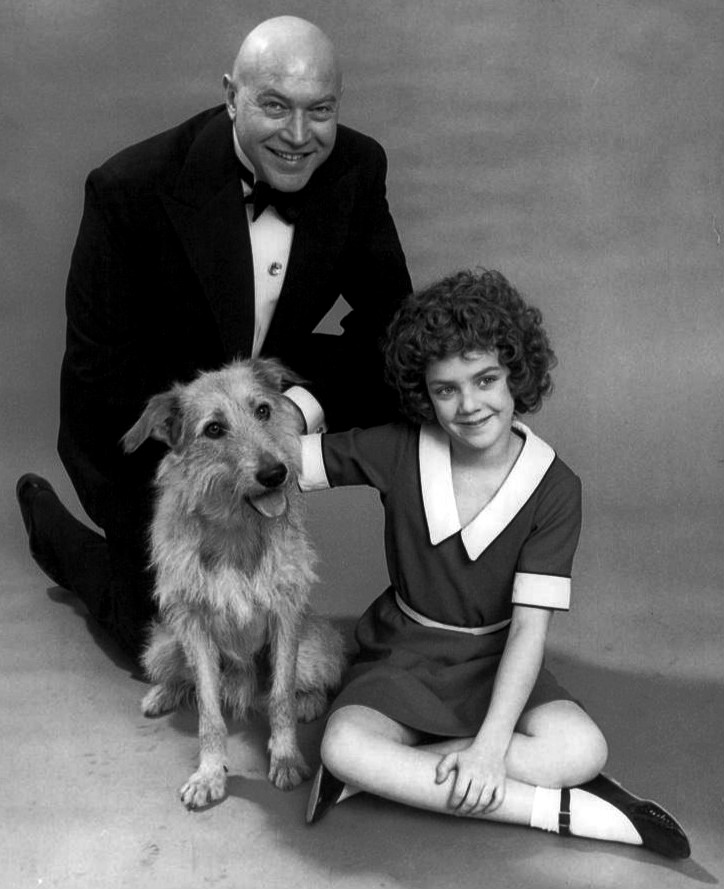
1977年、アンドレア・マカードル、レイド・シェルトン、サンディ

1977年4月21日にブロードウェイのアルヴィン劇場でオリジナル・ブロードウェイ・プロダクションが開幕し、アニー役はアンドレア・マカードル、ウォーバックス役はレイド・シェルトン、ミス・ハニガン役はドロシー・ラウドン、グレース・ファレル役はサンディ・フェイソンが演じた。ダニエル・ブリズボワは孤児役の1人であった。同年のトニー賞に於いて11部門にノミネートされ、ミュージカル作品賞、作曲賞、ミュージカル脚本賞を始め7部門を受賞した。当時子役であったシェリー・ブルース、サラ・ジェシカ・パーカー(1978年〜80年)、アリソン・スミス、アリソン・カークなどがアニー役代役となった。アリス・ゴストリー、ドロレス・ウィルソン、ベティ・ハットン、マーシャ・ルイス、ジューン・ハヴォックなどがミス・ハニガン役代役となった。アン・アンガーがミス・ハニガン役のラウドン、ゴストリー、ウィルソンの代役を務めた。1983年1月2日まで、2,377回を数えるロングラン公演となり、アルヴィン劇場（現：ニール・サイモン劇場）において2009年に『ヘアスプレー』に抜かれるまで最長上演回数の記録を所有していた。

### 1978年 - 1983年、北米ツアー・カンパニー
ブロードウェイでヒットするや、4つのツアーカンパニーが編成され、北米各地で行なわれた。
1978年3月、1組目の北米ツアー・カンパニーはトロントで開幕し、アニー役はキャシー・ジョー・ケリー、ウォーバックス役はノーウッド・スミス、ミス・ハニガン役はジェーン・コネルおよびルース・コバート、ルースター役はゲイリー・ビーチが演じた。4月12日から5月13日までマイアミで上演され、その後いくつかの都市で上演ののちシカゴで32週間上演された。1979年4月、アニー役がメアリー・K・ロンバーディに交代してツアーが続けられた。ロンバーディが成長し過ぎたため、1980年秋、ボストン公演からセダ・ステムラーに交代した。1981年5月15日から、ロサンゼルスのロングラン上演で アニー役を演じていたルアン・シロタが4か月間出演した。1981年8月、ベッキー・スナイダーがこのカンパニー最後のアニー役となり、9月6日に閉幕した。
1978年6月22日、西海岸プロダクションまたはロサンゼルス・プロダクションとも呼ばれる2組目の北米ツアー・カンパニーがサンフランシスコで開幕した。アニー役はパトリシア・アン・パッツ、ペッパー役はジェニファー・チヒが演じたほか、当時無名であったモリー・リングウォルドが孤児の1人を演じていた。10月15日からロサンゼルスにあるシュバート劇場にて無期限の公演が開幕した。1979年6月12日、当時アニー役は通常11歳の子役が演じていたが、パッツ役を演じていた9歳のシロタがアニー役に配役された。12月、マリサ・モレルがアニー役に配役され、ロサンゼルス公演閉幕後、1980年12月までツアー公演が続行された。1981年、アリッサ・ミラノが孤児の1人を演じ、1982年1月23日にフィラデルフィアで閉幕するまでクリスティ・クームスがアニー役を演じた。
1979年10月3日、3組目の北米ツアー・カンパニーがダラスで開幕した。1982年の映画『アニー』でペッパー役を演じることとなるロザンヌ・ソレンティノがアニー役を演じた。23都市を短期間の上演で巡業した。1981年3月27日、アニー役がブリジット・ウォルシュに交代した。1982年夏、1組目のクロージング・キャストであったスナイダーが参加し、9月に閉幕した。
1981年9月11日、4組目の北米ツアー・カンパニーが開幕し、アニー役はモリー・ホールが演じた。出演者の少ない「バス&トラック・ツアー」として、週に2都市で上演することもあった。1983年1月にブロードウェイ・プロダクションが閉幕した後も続行された。オリジナル・プロダクションに出演していたキャスリーン・シスクが最後のアニー役となり、1983年9月に閉幕した。

### 1978年 - 1981年、ウエスト・エンド・オリジナル
1978年5月3日、ウエスト・エンドにあるヴィクトリア・パレス・シアターにて開幕した。オリジナル・ブロードウェイ・キャストのアンドレア・マカードルがアニー役で40回出演した。12歳のイギリス人アン・マリー・グワトキンもアニー役に配役され、オリジナル・ロンドン・キャスト・レコーディングに参加した。オープニング・キャストおよびオリジナル・サウンドトラックの子役はクレア・フッド、ジェーン・コリンズ、ダウン・ネピア、アネット・メイソン、ヘレン・スティーブンソン、ジャッキー・イーカーズ、リンダ・ブリュウィスであった。グワトキンはクリスティン・ハイランドと交代で出演し、ほかにアン・オルーク、ジャシンタ・ホワイト、ヘレン・ソーン、ローザ・ミシェルの4名がアニー役に配 役され、翌年まで演じた。グワトキンとイーカーズがダブル・キャストとなり、その後様々な子役がアニー役を演じた。シェリア・ハンコックがミス・ハニガン役のオリジナル・キャストとなり、その後マリア・チャールズ、ステラ・モレイがミス・ハニガン役を演じた。ウォーバックス役はストラトフォード・ジョーンズが演じ、その後チャールズ・ウエストが演じた。ペッパー役はデボラ・クラーク、モリー役はメラニー・グラントが演じた。1,485回上演ののち、1981年11月28日に閉幕した。

### 1981年、全英ツアー
1981年のクリスマス時期、ウエスト・エンド公演はブリストル・ヒポドロムに移行し、その後全英ツアーを行なった。イギリスでは子役の労働法が厳しく、4か月ごとにアニー役を交代せねばならなかった。ツアー公演前のヴィクトリア・パレスの最後のアニー役の1人には当時10歳であったリーズ出身のクラウディア・ブラッドリーがおり、1981年にBBCで放送された『Fame 』に登場した。

### 1997年、ブロードウェイ再演
1997年にはオリジナル製作20周年の記念公演『Annie, the 20th Anniversary』としてブロードウェイにあるマーティン・ベック劇場(現アル・ヒアシュフェルド劇場)で復活した。ハニガン役をネル・カーターが担当したが、他のキャラクターの選考には疑惑が伴っていた。アニー役に抜擢されたジョアナ・パシティはボストンで気管支炎を患って公演2週間前に突如ジュライ役のブリトニー・キッシンガーに交代した。プレ・ブロードウェイ・ツアーはコロニアル劇場で上演された。開幕初日、アニー役代役および孤児役のアレキサンドラ・キースマンがパシティの代わりにアニー役を演じた。その後アニー役はキッシンガーが演じた。コネチカット州にあるオークデイル劇場に移行し、プログラムにはアニー役はキッシンガーと記されていた。世間ではデパートメント・ストアのメイシーズがスポンサーとなった、アニー役コンテストでパシティが優勝したことが知られていた。レビューも振るわず、結果的に短期間で公演は終了したが、続く全米ツアーは成功した。当時8歳であったキッシンガーがブロードウェイ公演アニー役最年少記録となった。
コマーシャルにおいて、ミス・ハニガン役のネル・カーターの代わりに白人女優のマーシャ・ルイスが出演していたことにより、カーターが非常に落胆していると報じられた。プロデューサーたちは撮影し直すには費用がかかりすぎるとして以前のプロダクションで製作したコマーシャルを使用しただけだと主張した。しかしカーターはこれを人種差別と感じ、『ニューヨーク・ポスト』紙に「おそらくミス・ハニガンを演じるネル・カーターが黒人だと知られたくなかったのだろう」と語った。ただしこのコマーシャルにはカーターが出演することに言及していた。カーターはさらに「とても傷付いた」とし、「黒人女性としての私を侮辱しており、放送を中止してくれるよう頼んだ」と語った。のちに「カーターではなく、以前のミス・ハニガンの白人が出演するコマーシャルを放送することを決めたプロデューサーたちを差別主義者と呼び、木曜の公演は休演する」と報じられた。AP通信によると、カーターは「私および私の代理人はこのコマーシャルについて何度も解決しようとしたが、先方から何もできないと言われた」と語った。「そのため私は断念することにした」。木曜日には『ニューヨーク・ポスト』紙において、カーターは人種差別を主張していたが、「私はこの公演のプロデューサーか誰かを人種差別で非難したことはない」と語った。プロデューサーたちは新しいコマーシャルを撮影するには費用がかかり過ぎると語っている。その後、製作陣はカーターを降板させ、白人女優サリー・ストラザースを起用した。14回のプレビュー公演、239回の本公演の後、1997年10月19日に閉幕した。

### 1998年、ウエスト・エンド再演
1998年9月30日から1999年2月28日まで、ヴィクトリア・パレスにてウエスト・エンド再演が上演された。ミス・ハニガン役は当初レスリー・ジョセフが主演していたが、その後ポール・オクラディが女装したキャラクターであるリリー・サヴェイジが演じ、ウォーバックス役はケヴィン・コルソンが演じていた。アニー役はシャーリン・バートン、ターシャ・ゴールド、リディ・ゴア、ソフィ・マクシェラが演じた。

### 1999年 - 2000年、全米ツアー
1999年8月、ブロードウェイ再演終了後、メレディス・アン・ブルがアニー役を演じた全米ツアー公演が開幕した。2000年春、ダフィ役を演じていたアシュリー・ウィアロンスキがアニー役を演じることとなった。2000年7月、ダナ・ベネディクトがアニー役を演じることとなった。

### 2000年 - 2001年、オーストラリア・ツアー
2000年から2001年にかけ、シドニー、メルボルン、ブリスベンを巡業するオーストラリア・ツアーが行われた。ウォーバックスをアンソニー・ウォーロウ、ミス・ハニガンをアマンダ・マグルトンが演じた。ウォーロウのために新曲『Why Should I Change a Thing』が追加された。アニー役はレイチェル・マーリーとジョディ・マゴウが演じた。各都市でアニー役2人と、7人の孤児のうち2人が新たに参加していた。

### 2001年 - 2010年、全英ツアー
2001年、リンカーンのシアター・ロイヤルでの1か月公演を含む全英ツアーが上演された。アニー役はケイト・ウィニーとジェマ・カーライル、グレイス役はルイス・イングリッシュ、ミス・ハニガン役はヴィッキー・ミシェル、ウォーバックス役はサイモン・マスタートン・スミスが演じた。公演は成功し、最初の2回のツアーとマレーシアのゲンティンハイランドではアニー役はフェイ・スピトルハウスとルーシー・メイ・ベイカーが演じた。ミス・ハニガン役はスー・ポラードとルース・マドック、ウォーバックス役はマーク・ウィンターが演じた。2001年からのツアーが2007年に一時終了し、2008年9月に再開した。2011年、ミス・ハニガン役はポラード、ウォーバックス役はデイヴィッド・マカリスター、アニー役はヴィクトリア・サイアン・ルイス、グレイス役はシモン・クラドックが演じ、終演した。

### 2005年 - 2010年、全米ツアー
2005年8月、ネットワークス・ツアーズによる30周年記念ツアー公演が開幕した。マーティン・チャーニンが演出を担当した。初年度、ウォーバックス役はジョン・シャック、ミス・ハニガン役はエイリーン・ロバートソン、アニー役はマリッサ・オドネルが演じた。途中、モリー役がアマンダ・バロンになるなどいくつかの交代が行われた。次年度もアニー役はオドネルが演じた。2007年3月25日、2006年度のツアー公演はメリーランド州ボルチモアにあるヒポドロム・シアターで終了した。2007年度、アニー役はバロンが演じ、2008年度、ティアナ・スティーヴンスが演じた。マディソン・カースがアニー役の準備中、バロンが一時的に復帰した。モリー役はマッケンジー・アラジャムが演じた。2009年度、ほぼ前年度と同じ出演者で、アニー役はカース、ジュライ役はフロリダ州サラソータのスポットライト・キッズであったジョーダン・ボーゼムが演じた。

### 2012年、ブロードウェイ再演
2012年からブロードウェイにて35周年記念リバイバル公演が開幕した。トーマス・ミーハンが改訂し、ジェイムズ・ラパインが演出した。アニー役はライラ・クロフォードとブリール・エイヴァ・ペリー、ミス・ハニガン役はケイティ・フィンラン、ウォーバックス役はアンソニー・ウォーロウが演じた。グレイス役はブリン・オマリー、ルースター役はクラーク・ソレル、リリー役はJ・エレイン・マーコスが演じた。2012年10月3日、パレス・シアターでプレビュー公演が、11月8日に本公演が開幕し、評価は賛否両論であった。ミス・ハニガン役はジェーン・リンチ、フェイス・プリンスに交代した。7月30日、クロフォードの代わりにテイラー・リチャードソンとセイディー・シンクがアニー役のダブル・キャストとなった。38回のプレビュー公演、487回の本公演の後、2014年1月5日に閉幕した。

### 2017年、ウエスト・エンド再演
2017年、ロンドンにあるピカディリー・シアターにて、5月23日からプレビュー公演が、6月5日から本公演が上演され、2018年1月6日に閉幕する予定である。ミランダ・ハートがミス・ハニガン役でミュージカル・デビューし、9月17日まで出演する。ニコライ・フォスターが演出し、マイケル・ハリソンとデイヴィッド・イアンがプロデュースする。2015年度の全英・アイルランド・ツアーと同様、クレイグ・レヴェル・ハーウッド、レスリー・ジョセフ、ジョディ・プレンガー、エレイン・C・スミスが出演する。

### 海外プロダクション
カナダ（1978年, 2022年）、アルゼンチン（1982年1）、オーストラリア（1978年1、2000年、2011年1、2012年）、デンマーク（1982年）、ドイツ（1999年）、ハンガリー（1998年）、アイルランド（2003年、2016年3）、イスラエル（2001年1、2010年）、イタリア（1982年、2006年）、日本（1978年、1986年 - ）2、イギリス（1978年1、1983年、1998年、2000年 – 2010年（ツアー））、メキシコ（1979年1、1991年、2010年、2015年）、オランダ（1997年 - 1999年1、2005年 - 2007年1、2012年 - 2013年1）、ノルウェー（1991年1、2004年1、2013年）、フィリピン（1978年、1987年、1998年、2016年）、ポルトガル（1982年1、2010年）、スペイン（1982年1、2000年1、2010年）、スウェーデン（1979年（ストックホルム）、1999年（ストックホルム）、2005年 - 2006年（マルメ）1）、ペルー（1986年、1997年、2002年）、ジンバブエ（2003年）、ロシア（2002年 - 2009年）、コロンビア（2006年）、ベルギー（1992年、2008年 - 2009年、2012年）、ポーランド（1989年）、韓国（1984年、1996年、2006年 - 2007年、2010年 - 2011年、2018年 - 2019年, 2024年）、香港（2012年）、北アメリカ（1978年、2003年）、アラブ首長国連邦（2009年（ドバイ））、デンマーク（2011年）、プエルトリコ（2012年）、シンガポール（2012年）など世界各地で現地キャストによる公演も行なわれている。
1公式キャスト・レコーディングがリリースされている。

2日本では毎年新たなアニー役によるスペシャル・デモ・レコーディングが収録されている。
32016年のアイルランド公演ではアニー役とモリー役は交代で演じられた。

### 日本版
日本では1978年に東宝により日生劇場においてミュージカルが初演された。宝塚歌劇団の娘役の中でも特に身長が低かった愛田まちが主役のアニーを演じた。2014年公演でグレース役に起用された生田智子は、この東宝版に子役キャストとして出演していた。
1986年には、日本テレビの主催・製作で、「日本信販ミュージカル」として上演された。アニー役はアントニオ猪木と倍賞美津子夫妻の娘である猪木寛子と、後に検察官を経て衆議院議員となった菅野志桜里がダブルキャストで演じた。日本テレビは2025年公演を「40年記念公演」としており、1986年公演を「初演」とカウントしている。なお、冠スポンサーは日本信販→明治生命（1989年 - 2002年）を経て、2003年より現在の丸美屋食品が務めている。
出演者は、毎年オーディションを実施するため、一部の役を除いて毎年顔触れが異なる。大人のキャストには、佐藤仁美（2013年）や浅香唯（2014年、いずれもハニガン役）など、ミュージカル未経験の男優・女優・タレントを起用することもある。子役のキャストは、毎年9000名を超える応募者から、書類選考・オーディションを経て28名（アニー役は2名）を選出。選出後には、劇中でタップダンスを披露する「タップキッズ」以外の子役を、ダブルキャスト方式で「スマイル組」と「トゥモロー組」に振り分けている。またウォーバックス役の男優は、三田村邦彦まではスキンヘッドにしていたが、藤本隆宏以降は止めている。
以前は、全国各地で公演を実施していた。現在は、ゴールデンウィーク中に東京公演（新国立劇場、2014年まで29年間は青山劇場、しかし2020年は中止）、夏休みの期間に東京以外の都市で地方公演、クリスマスの直前に東京で「クリスマスコンサート」を開催するスケジュールが定着している。地方公演では、毎年開催される大阪・名古屋に加えて、その他の地方都市1〜2ヶ所を年替わりで開催地に指定している。ダブルキャスト方式のアニー役以外の子役は、開催地に応じて「スマイル組」か「トゥモロー組」のいずれかが出演。「クリスマスコンサート」への出演を最後に、当該年の子役が全員「卒業」することになっている。
現在は、「チーム・バケツ」「チーム・モップ」というチーム名で公演。劇中でダンスを披露する子役を「タップキッズ」から「ダンスキッズ」に変更し公演している。
演出は、1978年の東宝版は尾崎洋一、日本テレビ版は1986年から2000年まで篠崎光正、2001年から2016年はジョエル・ビショッフ、2017年からは山田和也が演出を担当している。
日本テレビでは毎年、情報番組や特別番組で子役オーディション・レッスンの模様を紹介している。
2020年は、新型コロナウイルスの感染拡大の影響により東京公演・地方公演とも中止となった。選ばれていた子役については2021年の公演に出演することとなった。
2021年は、東京公演初日（4月24日）当日に日本政府から緊急事態宣言及びまん延防止等重点措置が発令されたことを受けて、4月24日の公演分のみが行われ、それ以降はすべて中止となった。

#### 出演者
| 年度       | 回 （代） | ウォーバックス | ハニガン           | グレース             | ルースター           | リリー       | ルーズベルト大統領 | アニー       | アニー     | モリー     | モリー     | ケイト     | ケイト     | テシー       | テシー               | ペパー     | ペパー           | ジュライ           | ジュライ       | ダフィ     | ダフィ           | サンディ | サンディ          |
| ---------- | --------- | -------------- | ------------------ | -------------------- | -------------------- | ------------ | ------------------ | ------------ | ---------- | ---------- | ---------- | ---------- | ---------- | ------------ | -------------------- | ---------- | ---------------- | ------------------ | -------------- | ---------- | ---------------- | -------- | ----------------- |
| 1978       | 0         | 若山富三郎     | 平井道子           | 近衛真理             | 真島茂樹             | 新倉まり子   | 永井秀明           | 愛田まち     | 愛田まち   |            |            |            |            |              |                      |            |                  |                    |                |            |                  |          |                   |
| 1986       | 初        | 財津一郎       | 夏木マリ /秋川リサ | 若葉ひろみ           | 尾藤イサオ           | 汀映蒼良     | 永井秀明           | 猪木寛子     | 菅野志桜里 | 城川奈穂   | 矢野美実   | 柳志乃     | 檜山恵理子 | 杉本愛       | 茂木・グレース・美香 | 広川映里夏 | 石鍋さとみ       | 新井里佳           | 金子琴江       | 上里あすか | 鴇沢麻由子       | サンディ | サンディ          |
| 1987       | 2         | 財津一郎       | 順みつき           | 鳥居かほり           | 尾藤イサオ           | 汀映蒼良     | 永井秀明           | 西部里菜     | 菅野志桜里 | 安間千紘   | 井村翔子   | 久積絵夢   | 鹿子木絵梨 | 矢野美実     | 佐藤夕美子           | 湯本綾子   | 荒川遥           | 早川美也子         | 門脇幸         | 尾藤江里子 | 石鍋さとみ       | サンディ | サンディ          |
| 1988       | 3         | 上條恒彦       | 夏木マリ           | 庄野真代             | ジェイ川平           | 北村岳子     | 永井秀明           | 西部里菜     | 柳志乃     | 安間千紘   | 小山菜穂   | 椎野愛     | 木内麻理   | 前之園麻里亜 | リサ・パトリック     | 石鍋さとみ | 湯本綾子         | 浅利リサ           | 鳥原英美子     | 宮本麻己   | 深澤恵理子       | サンディ | サンディ          |
| 1989       | 4         | 上條恒彦       | 浅茅陽子           | 神崎愛               | 嶋田久作             | 大石直美     | 永井秀明           | 椎野愛       | 岩崎ひろみ | 近藤久美絵 | 小川翼     | 増谷麻由   | 山迫亜美香 | 木内麻理     | 里見梨湖             | 湯本綾子   | リサ・パトリック | 茅野佐智恵         | 石渡加世子     | 新井里佳   | 塚原陽世         | サンディ | サンディ          |
| 1990       | 5         | 上條恒彦       | 浅茅陽子           | 白木美貴子           | 渋谷哲平 /園岡新太郎 | 森以鶴美     | 永井秀明           | 飯尾麻耶     | 三島知子   | 峯麻衣子   | 目黒杏理   | 久積絵夢   | 相沢真諭子 | 池田綾乃     | 香取夏実             | 大朏美樹   | 清水美幸         | 松本美香           | 上田富士子     | 小古呂吉笑 | 川内裕美         | サンディ | サンディ          |
| 1991       | 6         | 上條恒彦       | 上月晃             | 峰さを理             | 郡司行雄             | 林選         | 永井秀明           | 鈴木奈央     | 多田葵     | 海宝茜     | 伊藤実華   | 為田真美   | 大嶽成     | 寺島由里佳   | 瞰野純               | 大村真有美 | 清水美幸         | 池田順子           | 森野文子       | 塚原陽世   | 田淵清弥         | サンディ | サンディ          |
| 1992       | 7         | 岡村喬生       | 汀夏子             | 峰さを理             | 小宮健吾             | 伊吹あい     | 永井秀明           | 河野由佳     | 遠山真澄   | 宇田川佳世 | 小野寺麻美 | 田中香織   | 栗原由佳   | 江夏加恋     | 葛谷知花             | 大堀茜     | 朝倉ゆかり       | 瀧本瞳             | 岡内美喜子     | 佐藤優     | 橋本真由美       | サンディ | サンディ          |
| 1993       | 8         | 平野忠彦       | 金井克子           | 峰さを理             | 小宮健吾             | 大輝ゆう     | 永井秀明           | 金井れな     | 西田彩香   | 平野綾香   | 冨田麻帆   | 松本明由実 | 栗原真弥   | 手島由莉     | 渡辺真美             | 澤田祥子   | 石井千晶         | 仁平美和           | 赤峰宏枝       | 宮田はるな | 河田真紀         | サンディ | サンディ          |
| 1994       | 9         | 平野忠彦       | 安南潤             | ヒロコ・グレース     | 岩崎ひろし           | 高崎絵里子   | 永井秀明           | 中野美穂     | 谷井里衣   | 兼子彩     | 海上愛優美 | 佐藤美芳   | 斉藤伶佳   | 鷹野沙弥香   | 浅野史織             | 大津かおり | 大貫杏里         | 小田島クリスティン | マイヤース雪野 | 山口絵美   | 竹谷奈緒子       | サンディ | サンディ          |
| 1995       | 10        | 大和田伸也     | 今陽子             | ヒロコ・グレース     | 桝川譲治             | 西口久美子   | 永井秀明           | 前田織里奈   | 水野貴以   | 秋かえで   | 岡崎愛     | 伊藤夕紀   | 安部寛美   | 五十嵐恵留   | 岡崎桂子             | 桑原真代   | 田代理紗         | 中村志保           | 山田裕美子     | 高橋花衣   | 中川知子         | サンディ | サンディ          |
| 1996       | 11        | 岡田眞澄       | 日向薫             | 瀧本瞳               | 桝川譲治             | 西口久美子   | 永井秀明           | 安藤由紀     | 山下結穂   | 皆本麻帆   | 山田千晴   | 鈴木晴香   | 中屋里恵   | 金山亜衣     | 鈴木貴絵             | 植松絵梨子 | 安田有希         | 山崎恵             | 國武沙織       | 島渕絵美   | 佐々木美和       | サンディ | サンディ          |
| 1997       | 12        | 平野忠彦       | 秋川リサ           | 紅エミ               | 伊藤はじめ           | 佐々木史恵   | 永井秀明           | 冨岡真理央   | 冨田麻帆   | 小林美香   | 三國純楓   | 柴崎愛香   | 齋藤彩夏   | 赤坂さなえ   | 石井香澄             | 住吉玲奈   | 秋谷希           | 玉手瑞紀           | 赤羽瀬里菜     | 深野琴美   | 羽根田朋子       | サンディ | サンディ          |
| 1998       | 13        | 平野忠彦       | 日向薫             | 鳥居かほり           | 河内浩               | 杉本彩       | 永井秀明           | 鳥谷部はるか | 鳥井潤子   | 宮崎のえる | 名井亜梨沙 | 太田慶     | 神岡実羅乃 | 小林咲子     | 勝目雪菜             | 中元千恵   | 高瀬友規奈       | 小山紗良           | 関口綾子       | 木下真希   | 高崎留美         | サンディ | サンディ          |
| 1999       | 14        | 平野忠彦       | 夏樹陽子           | 千堂あきほ           | 柏木陽               | 大勝香緒里   | 永井秀明           | 内田莉紗     | 田畑亜弥   | 阿部涼夏   | 利根川鈴華 | 中村菜摘   | 黒部明里   | 深谷えりか   | 江口潮里             | 植本梨沙   | 穴吹杏奈         | 赤羽瀬里菜         | 小野瑛世       | 小林真梨恵 | 宮崎恵美         | サンディ | サンディ          |
| 2000       | 15        | 平野忠彦       | 高瀬春奈           | かとうれいこ         | あいざき進也         | 八木小織     | 永井秀明           | 垣内彩未     | 神岡実羅乃 | 池澤ひとみ | 高橋愛子   | 吉井更織   | 石橋里沙   | 今井菜津子   | 伊藤未希             | 中村友香   | 富田千尋         | 藤田舞             | 本山智映子     | 徳田くるみ | 春日彩佳         | サンディ | サンディ          |
| 2001       | 16        | 平野忠彦       | 麻丘めぐみ         | 鈴木早智子           | 本間ひとし           | 大原かおり   | 西沢利明           | 皆本麻帆     | 橋本安奈   | 稲川英里   | 石丸椎菜   | 松田ひかる | 渡辺由佳   | 苫篠ひとみ   | 遠野花林             | 保泉沙耶   | 小此木麻里       | 名児耶ゆり         | 小高奈月       | 清水彩花   | サントス・アンナ | サンディ | サンディ          |
| 2002       | 17        | 平野忠彦       | 岡まゆみ           | 岩崎良美             | 本間ひとし           | 胡桃沢ひろこ | 嶋崎伸夫           | 岡田レイン   | 川綱ゆめ   | 藤井ゆりあ | 国分鈴可   | 大崎望絵   | 加藤結菜   | 中西絵里香   | 佐伯聖羅             | 稲川実花   | 伊宮理恵         | 三河谷弥生         | 松田実里       | 鈴木貴子   | 清水万里江       | サンディ | サンディ          |
| 2003       | 18        | 岡田眞澄       | 小柳ルミ子         | 岩崎良美             | 本間ひとし           | 来栖あつこ   | 嶋崎伸夫           | 下垣真香     | 仲原舞     | 山田ゆらら | 天野咲     | 加藤茜     | 吉池結     | 鈴木満梨奈   | 菅桃子               | 遠藤瑠香   | 前島千亜希       | 保泉沙耶           | 栗原夕梨花     | 金子ひとみ | 安井理絵         | サンディ | サンディ          |
| 2004       | 19        | 峰岸徹         | 小柳ルミ子         | 岩崎良美             | 本間憲一             | 今井恵理     | 嶋崎伸夫           | 澤井杏奈     | 宮原理子   | 蛭薙ありさ | 荒原美咲   | 奥村優希   | 佐藤夏帆   | 加藤結菜     | 生駒春奈             | 安西楓     | 田中みいや       | 佐伯聖羅           | 稲川実花       | 水谷まり   | 髙橋依里         | サンディ | サンディ          |
| 2005       | 20        | 名高達男       | 荻野目慶子         | 岩崎良美             | 本間憲一             | 川原多美子   | 嶋崎伸夫           | 石丸椎菜     | 鈴木満梨奈 | 新志穂     | 佐藤瑠花   | 宮治舞     | 金子海音   | 加藤結菜     | 中島あすか           | 堀田杏奈   | 武田めぐみ       | 小松加奈           | 北川理恵       | 伊宮理恵   | 妹川華           | サンディ | サンディ          |
| 2006       | 21        | 目黒祐樹       | 辺見マリ           | 岩崎良美             | 本間憲一             | 川原多美子   | 嶋崎伸夫           | 加藤茜       | 服部杏奈   | 岡田花梨   | 村田佳穂   | 荒原美咲   | 吉池愛     | 金本南希     | 斉藤瑞季             | 植野真友   | 小坂華加         | 小川苑子           | 生駒春奈       | 大山知理   | 安西楓           | サンディ | サンディ          |
| 2007       | 22        | 目黒祐樹       | 杏子               | 岩崎良美             | 本間憲一             | 太田彩乃     | 嶋崎伸夫           | 伊藤有沙     | 栗原沙也加 | 小田切美織 | 松田愛美   | 春原早希   | 飯塚萌木   | 飯沼ひかる   | 川島想妃愛           | 宇山玲加   | 矢野杏奈         | 諸岡英実           | 乗本萌         | 岩瀬光世   | 勝田麗美         | サンディ | サンディ          |
| 2008       | 23        | 目黒祐樹       | 山田邦子           | 岩崎良美             | 川崎麻世             | 太田彩乃     | 嶋崎伸夫           | 荻野七穂     | 豊原江理佳 | 飯田汐音   | 畑みゆき   | 阪野桃子   | 近貞冬奈   | 安藤玲奈     | 西山侑里             | 落合梨々香 | 遠藤由麻         | 竹田理央           | 三代川柚姫     | 左川桃子   | 荒瀬眞依         | サンディ | サンディ          |
| 2009       | 24        | 目黒祐樹       | 麻倉未稀           | 岩崎良美             | 水谷あつし           | 太田彩乃     | 嶋崎伸夫           | 飯塚萌木     | 佐々木李子 | 浅井毬花   | 三津間奈央 | 堀田夏菜   | 佐々木琴美 | 石井日菜     | 松本涼花             | 工藤万実   | 川井田夏海       | 中原詩乃           | 宇山玲加       | 宇田千夏   | 門山葉子         | サンディ | サンディ          |
| 2010       | 25        | 目黒祐樹       | 森口博子           | 岩崎良美             | 水谷あつし           | 太田彩乃     | 嶋崎伸夫           | 中原櫻乃     | 澤田真里愛 | 清水詩音   | 大森未来衣 | 田中愛生   | 長瀬美津木 | 栃尾海佑     | 近藤里沙             | 稲葉愛夢   | 川田菜々子       | 落合梨々香         | 五味汐梨       | 松田芙由香 | 塩川菜摘         | サンディ | サンディ          |
| 2011       | 26        | 目黒祐樹       | 友近               | 香寿たつき /彩輝なお | 徳永邦治             | 太田彩乃     | 嶋崎伸夫           | 近貞冬奈     | 髙地杏美   | 畑すみれ   | 近貞月乃   | 佐藤寧々   | 佐藤薫子   | 土井ひなた   | 加藤心               | 小栗万優子 | 鈴木純麗         | 片瀬萌南           | 矢島夏美       | 萩原麻乃   | 春日希           | サンディ | サンディ          |
| 2012       | 27        | 目黒祐樹       | 松本明子           | 彩輝なお             | 松田賢二             | 垣内彩未     | 嶋崎伸夫           | 松田亜美     | 菊池愛     | 杉浦百恵   | 鶴野華苗   | 浅見優衣   | 吉村衣桜菜 | 國分亜沙妃   | 富永希               | 丹下愛結   | 廣瀬奏           | 南雲彩良           | 林ひなこ       | 大内万奈   | 五味汐梨         | サンディ | サンディ          |
| 2013       | 28        | 目黒祐樹       | 佐藤仁美           | 彩輝なお             | 川久保拓司           | 杉本有美     | 嶋崎伸夫           | 吉岡花絵     | 石川鈴菜   | 陣あいり   | 長曽我部夢 | 福山さや   | 畑すみれ   | 黒木百合愛   | 河賀陽菜             | 土井ひなた | 前田晴美         | 片岡芽衣           | 原田紗野       | 吉田菜々   | 住川京香         | サンディ | サンディ          |
| 2014       | 29        | 三田村邦彦     | 浅香唯             | 生田智子             | 松田賢二             | 甲斐まり恵   | 春海四方           | 國分亜沙妃   | 吉井乃歌   | 古市夏鈴   | 野村里桜   | 渡邉花菜   | 高橋舞音   | 漆原志優     | 石川凛々子           | 奈良風香   | 西村実莉         | 木元美月           | 小栗万優子     | 森田真希   | 大谷奈央         | サンディ | サンディ          |
| 2015       | 30        | 三田村邦彦     | 青木さやか         | 木村花代             | 崎本大海             | 甲斐まり恵   | 篠塚勝             | 黒川桃花     | 前田優奈   | 吉田明花音 | 宮島瑠南   | 中村華     | 藤巻杏慈   | 林英美衣     | 伊集院茉衣           | 齊藤真尋   | 鶴若咲季         | 三浦理香子         | 錦織多希       | 片岡芽衣   | 川村咲季         | サンディ | サンディ          |
| 2016       | 31        | 三田村邦彦     | 遼河はるひ         | 木村花代             | 大口兼悟             | 野呂佳代     | 園岡新太郎         | 河内桃子     | 池田葵     | 池下リリコ | 桑原愛佳   | 竹田雛乃   | 田中樹音   | 松山結香     | 池田遙花             | 高橋舞音   | 井福杏寿         | 河賀陽菜           | 山口のん       | 影山実奈   | 阿部日菜子       | サンディ | サンディ          |
| 2017       | 32        | 藤本隆宏       | マルシア           | 彩乃かなみ           | 青柳塁斗             | 山本紗也加   | 園岡新太郎         | 野村里桜     | 会百花     | 小金花奈   | 今村貴空   | 林咲樂     | 年友紗良   | 井上碧       | 久慈あい             | 小池佑奈   | 吉田天音         | 笠井日向           | 相澤絵里菜     | 宍野凜々子 | 野村愛梨         | サンディ | サンディ          |
| 2018       | 33        | 藤本隆宏       | 辺見えみり         | 白羽ゆり             | 青柳塁斗             | 山本紗也加   | 伊藤広祥           | 新井夢乃     | 宮城弥榮   | 尾上凜     | 島田沙季   | 歌田雛芽   | 込山翔愛   | 音地美恩     | 林歩美               | 田中樹音   | 武藤光璃         | 山下琴菜           | 河﨑千尋       | 藤田ひとみ | 山本樹里         | サンディ | サンディ          |
| 2019       | 34        | 藤本隆宏       | 早見優             | 蒼乃夕妃             | 青柳塁斗             | 服部杏奈     | 阿部裕             | 岡菜々子     | 山﨑玲奈   | 三浦あかり | 石井瑠菜   | 塩原くらら | 斎藤藍     | 舟久保美咲希 | 成石亜里紗           | 古矢茉那   | 洞桃香           | 梁世姫             | 小池佑奈       | 山口紗來   | 吉田葵           | イエヤス | メープル          |
| 2020 -2021 | 35        | 藤本隆宏       | マルシア           | 笠松はる             | 栗山航               | 河西智美     | 伊藤俊彦           | 荒井美虹     | 德山しずく | 山﨑もも   | 矢山花     | 成瀬綾菜   | 難波夏未   | 木内彩音     | 加藤凪紗             | 久野純怜   | 山岡さくら       | 藪田美怜           | 長曽我部 夢    | 大谷紗蘭   | 宿口詩乃         | イエヤス | メープル          |
| 2022       | 36        | 葛山信吾       | マルシア           | 笠松はる             | 財木琢磨             | 島ゆいか     | 伊藤俊彦           | 山崎杏       | 山本花帆   | 新谷彩羽   | 成瀬みずき | 山口菜々美 | 久住星空   | 小田島優月   | 北村栞               | 深澤七子   | シーセンきあら   | 黒川明美           | 小林桜         | 神澤七緒   | 岩渕心咲         | 家康     | メープル          |
| 2023       | 37        | 藤本隆宏       | マルシア           | 笠松はる             | 財木琢磨             | 島ゆいか     | ひのあらた         | 深町ようこ   | 西光里咲   | 井手陽菜乃 | 南里侑明   | 和田愛海   | 和田知怜   | 大矢結姫     | 川野未琴             | 難波夏未   | 橋元優           | 坂本柚月           | 小金花奈       | 能重歩実   | 山﨑結香         | 家康     | メープル / おこげ |
| 2024       | 38        | 藤本隆宏       | 須藤理彩           | 笠松はる             | 財木琢磨             | 天翔愛       | ひのあらた         | 岡田悠李     | 絢田祐生   | 橋本杏菜   | 石川愛梨   | 辻乃之花   | 大谷茉奈   | 岩永桜       | 寺島愛梨             | 設楽乃愛   | 長尾咲南         | 菅原悠衣           | 今関望叶       | 小林さくら | 朝日美琴         | 家康     | おこげ            |
| 2025       | 39        | 藤本隆宏       | 須藤理彩           | 愛原実花             | 赤名竜乃介           | 浜崎香帆     | 森田浩平           | 丸山果里菜   | 小野希子   | 大草愛咲   | 戸川稀琴   | 門前りりか | 本間彩心   | 飯田音桜     | ジ ヤシホ            | 木村律花   | 吉田璃杏         | 細川優月           | 原 ののか      | 吉岡風帆   | 木村友泉         | 家康     | おこげ            |

## 続編
1989年12月にはワシントンD.C.にあるジョン・F・ケネディ・センターにて『ハニガンの復讐』（通称：Annie2）が開幕したが酷評を受けた。脚本と楽曲に大幅な改訂が加えられたが、ブロードウェイで上演されるには至らなかった。
1993年には脚本と楽曲が類似した『アニー・ウォーバックス』という続編が製作された。『アニー』試験興行が行われたグッドスピード・オペラ・ハウスにてマイケル・P・プライスによる演出でワークショップが行われた。オフ・ブロードウェイにあるバラエティ・アーツ・シアターで開幕し、200回上演された。

## 楽曲
| 第1幕 - Overture – オーケストラ - "Maybe" – アニー、孤児たち - "It's the Hard Knock Life" – アニー、孤児たち - "It's the Hard Knock Life" (Reprise) – 孤児たち - "Tomorrow" – アニー - "We'd Like to Thank You, Herbert Hoover" – フーバービルの人々 - "Little Girls" – ミス・ハニガン - "Little Girls" (Reprise) – ミス・ハニガン - "I Think I'm Gonna Like It Here" – グレース、アニー、スタッフ - "N.Y.C." – ウォーバックス、グレース, アニー、スターを目指す人々、コーラス - "N.Y.C." (Reprise) / "Lullaby" – ウォーバックス - "You Make Me Happy" – ミス・ハニガン, グレース † - "Easy Street" – Rooster, ミス・ハニガン、リリー - "You Won't Be an Orphan for Long" – グレース、ウォーバックス - "Why Should I Change a Thing?" – ウォーバックス ‡ - "Maybe" (Reprise) – アニー | 第2幕 - "Maybe" (Reprise II) – アニー - "You're Never Fully Dressed Without a Smile" – バート・ヒーリー、ボイレン・シスターズ - "You're Never Fully Dressed Without a Smile" (Children Reprise) – 孤児たち - "Easy Street" (Reprise) – Rooster, ミス・ハニガン、リリー - "Tomorrow" (Cabinet Reprise) – アニー、ルーズベルト、ウォーバックス、閣僚 - "Tomorrow" (Cabinet Reprise II) – ルーズベルト、閣僚 - "Something Was Missing" – ウォーバックス - "Annie" – グレース、ドレイク、スタッフ - "I Don't Need Anything But You" – ウォーバックス、アニー - "Maybe" (Reprise III) – アニー - "A New Deal for Christmas" – ウォーバックス、グレース、アニー、ルーズベルト、スタッフ - "Tomorrow" (Finale) – カンパニー |

† 1997年、ブロードウェイ再演でネル・カーターのシーンのために追加された。その後のプロダクションでは使用されていない。

‡ 2000年、オーストラリア・プロダクションのアンソニー・ウォーロウのシーンのために追加された。以降オプションとなったが、2012年のブロードウェイ再演でウォーロウが出演した際は使用されなかった。ポール・マッカートニーがこの全曲の版権を所有している。日本では和田アキ子が「トモロウ」を「ジョージアコーヒー」の為新たな日本語訳でカバーしシングルが発売された。

## レコーディング
1977年、オリジナル・ブロードウェイ・キャスト・レコーディングがリリースされ、1998年9月15日、ソニーからボーナス・トラックを収録したCDがリリースされた(ASIN: B00000AG6Z)。1995年、ワシントン・ナショナル交響楽団が演奏し、アニー役はサラ・フレンチ、ミス・ハニガン役はキム・クリスウェル、ウォーバックス役はロン・レインズが演じたロンドン・スタジオ・キャスト・レコーディングがリリースされた。
2008年、タイム・ライフ・レコードから30周年キャスト・レコーディングがリリースされた。キャロル・バーネット、サリー・ストラザース、キャシー・リー・ギフォード、アンドレア・マカードル、ジョン・シャック、ハーヴ・プレスネル、ゲイリー・ビーチ、アマンダ・バロンなどの元出演者たちによるオールスター・キャストのほか、30周年ツアー公演出演者が参加している。1枚目に公演全編を収録し、2枚目にオリジナル・プロダクションからカットまたは追加された楽曲、および続編『アニー2: ミス・ハニガンズ・リベンジ』の楽曲、1977年の『アニー・クリスマス・スペシャル』の楽曲を収録した2枚組CDとなっている。ブックレットは『リトル・マーメイド』のアリエルやアースラのクリエイターであるフィロ・バーンハートがコミック・ブック・スタイルで描いている。

## 映画およびテレビ
1982年にはコロンビア ピクチャーズによりミュージカル映画『アニー』が製作された。ウォーバックス役はアルバート・フィニー、ミス・ハンニガン役はキャロル・バーネット、グレース・ファレル役はアン・ラインキング、ルースター役はティム・カリー、リリー役はバーナデット・ピーターズ、アニー役はアイリーン・クインが演じている。1995年には続編となるテレビ映画『アニー2』も製作され、アシュレー・ジョンソン、ジョーン・コリンズ、ジョージ・ハーン、イアン・マクダーミドが出演した。『Tomorrow 』のリプライズ以外の曲は使用されていない。
1999年にはディズニーによってテレビ映画としてリメイクされた。ロブ・マーシャルが監督し、ウォーバックス役はヴィクター・ガーバー、ミス・ハニガン役はキャシー・ベイツ、グレース・ファレル役はオードラ・マクドナルド、ルースター役はアラン・カミング、リリー役はクリスティン・チェノウェス、アニー役は新人のアリシア・モートンが演じている。
2006年、オリジナル・ブロードウェイおよび全米ツアーで孤児役の1人であったジュリー・スティーヴンスおよびパートナーのギル・ケイツ・ジュニアの監督およびプロデュースによりドキュメンタリー映画『Life After Tomorrow』が製作された。孤児役を演じた女性40名以上が集結し、文化的現象ともなった『アニー』に子役として出演した経験を語った。ショウタイムで公開され、2008年にDVDでリリースされた。
2011年1月、『バラエティ』誌により、ウィル・スミスが映画の現代版リメイクを検討し、妻ジェイダ・ピンケット＝スミスとラッパーのジェイ・Zがプロデュースし、コロンビア映画で公開されると報じられた。アニー役をウィル・スミスの娘ウィロー・スミスが務めると報じられたが、製作が開始される前にウィローは成長してしまったため、『ハッシュパピー 〜バスタブ島の少女〜』でアカデミー賞にノミネートされたクヮヴェンジャネ・ウォレスに交代した。『ANNIE/アニー』の監督はウィル・グラックが務め、アメリカ合衆国では2014年12月19日に公開された。日本では2015年1月24日より全国公開されたほか、109シネマズMM横浜クロージング作品としても上映された。ウォーバックスから変更されたウィル・スタックス役はジェイミー・フォックス、グレース・ファレル役はローズ・バーン、ミス・ハニガン役はキャメロン・ディアスが演じている。音楽はオリジナル版の曲の多くを使用し、グレッグ・カースティンとシーアのプロデュースによる新曲も追加された。時代設定は世界大恐慌直後の1933年のニューヨークが舞台から現代に変更され、人物設定も異なっている。

## ポピュラー・カルチャー
『アニー』はその人気によりポピュラー・メディアで多く取り上げられている。2002年の映画『オースティン・パワーズ ゴールドメンバー』においてDr.イーブル（マイク・マイヤーズ）とミニー・ミー（ヴァーン・トロイヤー）が『Hard Knock Life』のジェイ・Z版を歌う。1994年のジョン・ウォーターズ監督および脚本のダーク・コメディ映画『シリアル・ママ』においてミセス・ジェンセンが1982年の映画『アニー』を観ながら『Tomorrow』を歌っているとシリアルキラーとされるベヴァリー（キャスリーン・ターナー）に羊の足で撲殺される。2005年の映画『Reefer Madness』において風刺的ミュージカルの最後にフランクリン・ルーズベルト大統領（アラン・カミング）がデウス・エクス・マキナとして登場し、群衆に向かい「かつてある少女が私に明日はまた日が昇ると語った。彼女の養父は権力のある億万長者だったため、彼女に面と向かって笑い飛ばすのをやめたが、しかし彼女は本当にいいことに気が付いたと思う」と語る。
テレビでの言及を以下に示す:
- 1995年1月27日、『X-ファイル』第2シーズン14話のエピソード『呪文』において、高校演劇には『ジーザス・クライスト・スーパースター』より『アニー』の方がふさわしいと提案される。
- 2008年12月17日、『プッシング・デイジー 恋するパイメーカー』第2シーズン10話のエピソード『ライバルはノルウェー人』において、エマーソン（シャイ・マクブライド）はチャック（アンナ・フリエル）の父を「Daddy Dead-bucks」と例える。
- 『SCTV』のエピソードにおいて、歳を重ねたオリジナル・キャストが子供の役を演じる『アニー』8,000回公演のパロディ・コマーシャルが流れる。
- 『Zoey 101』において、マークは学校演劇の作品を『アニー』に変更してほしいと願う。
- 『フルハウス』の複数のエピソードにおいて、ステフ（ジョディ・スウィーティン）が『アニー』の曲を歌う。
- 1999年9月23日、『ファミリー・ガイ』のエピソード『Peter, Peter, Caviar Eater』において、グリフィン家が大豪邸を相続し、使用人たちと共に『I Think I'm Gonna Like It Here』のパロディを行なう。2009年11月8日のエピソード『Brian's Got a Brand New Bag』において、『第5惑星』、『奇蹟の輝き』など誰も買いたがらない多くの映画DVDが店に置いてあるのを見て『Maybe』の冒頭部分を歌う。
- 2006年3月8日、『Drawn Together』第2シーズン14話のエピソード『Alzheimer's That Ends Well』において、『I Think I'm Gonna Like It Here』のパロディが行われる。
- 2004年10月3日、『ボストン・リーガル』第1シーズン1話のエピソード『Head Cases』において、アラン（ジェームズ・スペイダー）は『アニー』全米ツアー公演に出演できなかった黒人少女の代理人となり、アル・シャープトンの援護により勝訴する。
- 2005年11月9日、『サウスパーク』第9シーズン11話のエピソード『ジンジャーキッズは仲良し?』において、エリック・カートマンを含む赤毛至上主義者のグループは、そばかすもなく赤毛でもない少女がアニー役を演じることに抗議する。
- 『Yes, Dear』において、ドミニクと新しい友人のロニーは親たちのために『Hard Knock Life』などを上演する。
- 『30 ROCK/サーティー・ロック』において、リズ・レモン（ティナ・フェイ）はヘッドフォンで『Maybe』を聴きながら歌った後に職場を見つける。また2012年2月16日、第6シーズン8話『The Tuxedo Begins』において、すぐに売春婦と判明する女優を目指す女性（サラ・シェンカン）が『N.Y.C.』の一部を歌う。この曲のメロディおよびハーモニーは劇中のサウンドトラックとして使用され、最後のクレジットではマリアッチ版が流れた。
- ストップモーション・コメディ『Robot Chicken』において、『Maurice Was Caught』などのエピソードでパロディ化している[52]。
- 2011年11月16日、『The Potter Puppet Pals』19話『Neville's Birthday』において、ロンが『アニー』の主役のオーディションを受けると語る。
- 『NCIS ～ネイビー犯罪捜査班』において、イスラエル出身のジヴァ・ダヴィード（コート・デ・パブロ）は同僚に「アメリカン・ドリーム」について説明される。法化学者のアビゲイル・シュート（ポーリー・ペレット）は自分が養子であることに気付き、自分のことを「Little Orphan Abby」と呼ぶ。
- 『フレンズ』において、チャンドラー（マシュー・ペリー）はモニカ（コートニー・コックス）に「『アニー』愛」を語り、モニカもサウンドトラックCDを持っているというがそれはチャンドラーのものであった。
- 2013年4月25日、『Glee/グリー』第4シーズン20話『大停電』において、チアリーディングのコーチであるスー・シルベスター（ジェーン・リンチ）は『Little Girls』を歌う。リンチは2013年『アニー』再演でミス・ハニガン役を演じることとなった。
- 2016年10月14日、ネットフリックスの『Haters Back Off』第1シーズン5話『Staring in a Musicall』において、ミランダ・シングス（コリーン・バリンジャー）とその家族は裏庭で『アニー』を上演しようとする。
- 『Tomorrow』は、映画『ユー・ガット・メール』（1998年）のジョー（トム・ハンクス）の叔母、映画『デーヴ』（1993年）のデーヴ（ケヴィン・クライン）とエレン（シガニー・ウィーバー）、『The Drew Carey Show』のルイス（ライアン・スタイルズ）、『アリー my Love』第4シーズンのエレイン（ジェーン・クラコウスキー）、『Roseanne』のダーリーン（サラ・ギルバート）とベッキー、映画『恋人はゴースト』（2005年）のエリザベス（リース・ウィザースプーン）、映画『シュレック2』（2004年）および『シュレック フォーエバー』のドンキー（エディ・マーフィ）、ロウズの翌日配達のコマーシャル、『The Royle Family』のエピソード『The Queen of Sheba』、リアリティ番組『Survivor: Africa』の出場者テレサ・クーパー、『デュエル・マスターズ』の勝舞、映画『スクール・オブ・ロック』（2003年）のマータ（ケイトリン・ヘイル）、映画『ロスト・キッズ』（2002年）のカルビン（バウ・ワウ）の養親を希望する夫婦、映画『アダムス・ファミリー2』（1993年）など多くのメディアで歌われている。『アグリー・ベティ』のエピソード『思わぬチャンス』において、ジャスティン（マーク・インデリカート）が学校で喧嘩して帰らされた寝室で『Tomorrow』が流れる。ディズニー・アニマル・キングダムとディズニー・カリフォルニア・アドベンチャーのアトラクションである「It's Tough to be a Bug!」、ルームズ・ツー・ゴーの翌日配達のコマーシャルでパスティーシュ版が歌われる。ブロードウェイ・ミュージカルなどをパロディ化したオフ・ブロードウェイ・レヴュー『フォービドゥン・ブロードウェイ（英語版）』において、大人となったアニーが続編を切望して『Tomorrow』にのせて「私は30歳…トゥモロー」などと歌う。

アニメ映画『Igor』のクライマックスにアニーを模した巨大ロボットが登場する。
その他の著名なメディアにおける言及を以下に示す:
- 1998年、プロデューサーのThe 45 King は、オリジナル・キャスト・レコーディングの『It's the Hard Knock Life』をサンプリングとしたジェイ・Zのシングル『Hard Knock Life (Ghetto Anthem)』をプロデュースした[53]
- 2004年および2005年、NFLネットワークは『Tomorrow』を使用したスーパーボウルのコマーシャルを製作した。引退またはその年のスーパーボウルに出場できなかった選手がこの曲を歌い、最後に「明日は負けない」と字幕が出る[54][55]。
- 2011年3月12日、『サタデー・ナイト・ライブ』の中でコメディアンのザック・ガリフィアナキスがアニーの衣裳で『Tomorrow』を口パクした。

## 受賞歴

### オリジナル・ブロードウェイ・プロダクション
| 年   | 賞                       | 部門                   | ノミネート者                                  | 結果       |
| ---- | ------------------------ | ---------------------- | --------------------------------------------- | ---------- |
| 1977 | トニー賞                 | ミュージカル作品賞     | ミュージカル作品賞                            | 受賞       |
| 1977 | トニー賞                 | ミュージカル脚本賞     | トーマス・ミーハン                            | 受賞       |
| 1977 | トニー賞                 | 作曲賞                 | チャールズ・ストラウス マーティン・チャーニン | 受賞       |
| 1977 | トニー賞                 | ミュージカル主演男優賞 | レイド・シェルトン                            | ノミネート |
| 1977 | トニー賞                 | ミュージカル主演女優賞 | アンドレア・マカードル                        | ノミネート |
| 1977 | トニー賞                 | ミュージカル主演女優賞 | ドロシー・ラウドン                            | 受賞       |
| 1977 | トニー賞                 | ミュージカル演出賞     | マーティン・チャーニン                        | ノミネート |
| 1977 | トニー賞                 | 振付賞                 | ピーター・ジェナロ                            | 受賞       |
| 1977 | トニー賞                 | 装置デザイン賞         | デイヴィッド・ミッチェル                      | 受賞       |
| 1977 | トニー賞                 | 衣裳デザイン賞         | セオニ・V・アルドリッジ                       | 受賞       |
| 1977 | ドラマ・デスク・アワード | ミュージカル作品賞     | ミュージカル作品賞                            | 受賞       |
| 1977 | ドラマ・デスク・アワード | ミュージカル脚本賞     | トーマス・ミーハン                            | 受賞       |
| 1977 | ドラマ・デスク・アワード | ミュージカル主演男優賞 | レイド・シェルトン                            | ノミネート |
| 1977 | ドラマ・デスク・アワード | ミュージカル助演女優賞 | ドロシー・ラウドン                            | 受賞       |
| 1977 | ドラマ・デスク・アワード | ミュージカル演出賞     | マーティン・チャーニン                        | 受賞       |
| 1977 | ドラマ・デスク・アワード | 振付賞                 | ピーター・ジェナロ                            | 受賞       |
| 1977 | ドラマ・デスク・アワード | 作曲賞                 | チャールズ・ストラウス                        | ノミネート |
| 1977 | ドラマ・デスク・アワード | 作詞賞                 | マーティン・チャーニン                        | 受賞       |
| 1977 | ドラマ・デスク・アワード | 衣裳デザイン賞         | セオニ・V・アルドリッジ                       | 受賞       |

### 1997年、ブロードウェイ再演
| 年   | 賞       | 部門                   | ノミネート者           | 結果       |
| ---- | -------- | ---------------------- | ---------------------- | ---------- |
| 1997 | トニー賞 | 再演ミュージカル作品賞 | 再演ミュージカル作品賞 | ノミネート |

### 1998年、ロンドン再演
| 年   | 賞                       | 部門               | ノミネート者           | 結果       |
| ---- | ------------------------ | ------------------ | ---------------------- | ---------- |
| 1999 | ローレンス・オリヴィエ賞 | ミュージカル助演賞 | アンドリュー・ケネディ | ノミネート |
| 1999 | ローレンス・オリヴィエ賞 | 振付賞             | ピーター・ジェナロ     | ノミネート |

### 2013年、ブロードウェイ再演
| 年   | 賞                       | 部門                   | ノミネート者           | 結果       |
| ---- | ------------------------ | ---------------------- | ---------------------- | ---------- |
| 2013 | トニー賞                 | 再演ミュージカル作品賞 | 再演ミュージカル作品賞 | ノミネート |
| 2013 | ドラマ・デスク・アワード | ミュージカル男優賞     | アンソニー・ウォーロウ | ノミネート |